# Cycas hongheensis
Cycas hongheensis là một loài thực vật hạt trần trong họ Cycadaceae. Loài này được S.Y.Yang & S.L.Yang mô tả khoa học đầu tiên năm 1994. Đây là loài thực vật đặc hữu của tỉnh Vân Nam, Trung Quốc.